# آدریان جانسینو
آدریان جانسینو (انگلیسی: Adrián Jusino؛ زادهٔ ۹ ژوئیهٔ ۱۹۹۲) بازیکن فوتبال اهل بولیوی است.
از باشگاه‌هایی که در آن بازی کرده‌است می‌توان به اشاره کرد.
وی همچنین در تیم ملی فوتبال بولیوی بازی کرده‌است.